# Núria Amat
Núria Amat i Noguera (uttal: /'nuria a'mat/), född 1950 i Barcelona i Spanien (Katalonien), är en spansk (katalansk) författare. Hon är verksam som författare under namnen Nuria Amat (på spanska) och Núria Amat (på katalanska).

## Biografi
Núria Amat föddes i Barcelona, där hon också bor idag, men hon har också bott i Colombia, Mexiko, Berlin, Paris och USA. Fram till 2014 två av hennes böcker kommit i svensk översättning. 1997 års La intimidad, en bok om en barndom präglad av gravar och böcker, kom 2009 på svenska under titeln Det mest privata. Då hade 2002 års Reina de América sedan 2003 funnits i svensk översättning som Drottning av Amerika. 1999 års El país del alma kom september 2014 på svenska under titeln Själens land; samma månad framträdde Amat på bokmässan i Göteborg.
Amat skriver i första hand på spanska. På katalanska har hon publicerat 1997 års Pat's Room och Amor i guerra ('Kärlek och krig') från 2011. Den sistnämnda belönades med det litterära priset Premi de les Lletres Catalanes Ramon Llull.